# Xã Pike Creek, Quận Morrison, Minnesota
Xã Pike Creek (tiếng Anh: Pike Creek Township) là một xã thuộc quận Morrison, tiểu bang Minnesota, Hoa Kỳ. Năm 2010, dân số của xã này là 953 người.